# Jerusłan
Jerusłan (ros. Еруслан) – rzeka w południowej Rosji przeduralskiej (obwody saratowski i wołgogradzki), lewy dopływ Wołgi w zlewisku Morza Kaspijskiego. Długość – 278 km, powierzchnia zlewni – 5570 km². Woda słonawa. Latem miejscami wysycha. 
Źródła na zachodnim krańcu Wielkiego Syrtu. Płynie na południowy zachód przez północny kraniec Niziny Nadkaspijskiej. Uchodzi do Zatoki Jerusłańskiej Zbiornika Wołgogradzkiego na Wołdze, powyżej Kamyszyna. Jedyna większa miejscowość nad Jerusłanem to Krasny Kut. Niegdysiejszy największy dopływ Jerusłanu Torgun uchodzi obecnie do tej samej zatoki i stał się ostatnim lewym dopływem Wołgi.